# DVB-S2

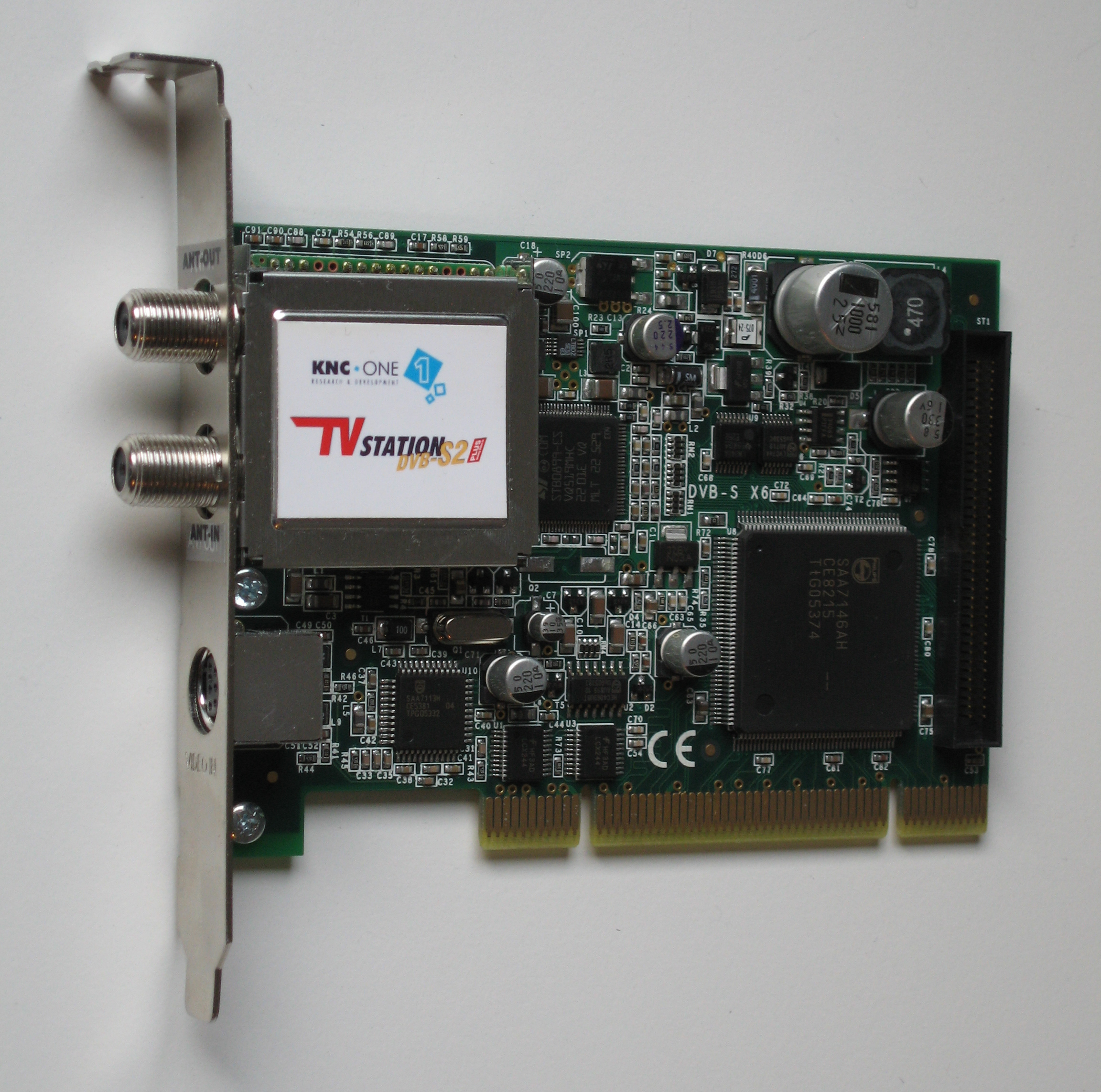
Versión de prueba de la tarjeta de TV DVB-S2 "TV-STATION DVB-S2 PLUS" de "KNC1". Tarjeta de TV para interfaz PCI.

Digital Video Broadcasting by Satellite - Second Generation (DVB-S2) es un estándar de transmisión de televisión digital considerado el sucesor del sistema DVB-S, ratificado durante 2005 por el organismo regulador ETSI. 

## Desarrollo
Fue creado en 2003 por el DVB Project, un consorcio internacional de la industria relacionada. En marzo de 2005, ETSI ratificó formalmente el estándar (DVB-Satellite version 2, EN 302307), que constituye una evolución del estándar de satélite DVB-S e incluye una fuerte corrección contra errores basada en el empleo de una cascada de dos codificaciones, la denominada Low Density Parity Check y la BCH, que le proporcionan una capacidad muy próxima a la fijada en el límite de Shannon. 
Además para aumentar la flexibilidad y permitir diversos servicios con diferentes velocidades binarias se han habilitado varios esquemas de modulación, varios factores de roll-off y una adaptación flexible del flujo de entrada. La mejora de las capacidades de transmisión del estándar DVB-S2 sobre su antecesor se cifra alrededor de un 30%. Para lograr esta mejora, el nuevo estándar se ha beneficiado de los últimos avances en codificación de canal y modulación. 

## Cambios
DVB-S2 dispone de una eficiencia un 30% mayor que con DVB-S; una mayor gama de aplicaciones mediante la combinación de la funcionalidad de DVB-S (para uso doméstico), y DVB-DSNG (para aplicaciones profesionales); técnicas como la adaptación de codificación para maximizar el valor de uso de los recursos del satélite; además de retrocompatibilidad hacia la generación anterior. La principal desventaja del DVB-S2 es que ya hay muchos millones de receptores/decodificadores DVB-S desplegados por todo el mundo. 
| EIRP del satélite (dBW)   | 51                  | 51                | 53,7              | 53,7              |
| Sistema                   | DVB-S               | DVB-S2            | DVB-S             | DVB-S2            |
| Modulación y codificación | QPSK 2/3            | QPSK 3/4          | QPSK 7/8          | 8PSK 2/3          |
| Velocidad por símbolo     | 27,5 (a=0,35)       | 30,9 (a=0,25)     | 27,5 (a=0,35)     | 29,7 (a=0,25)     |
| C/N (27,5 MHz) (dB)       | 5,1                 | 5,1               | 7,8               | 7,8               |
| Bitrate útil (Mbit/s)     | 33,8                | 46 (+36 %)        | 44,4              | 58,8 (+32 %)      |
| N.º de programas SDTV     | 7 MPEG-2, 15 AVC    | 10 MPEG-2, 21 AVC | 10 MPEG-2, 20 AVC | 13 MPEG-2, 27 AVC |
| N.º de programas HDTV     | 1-2 MPEG-2, 3-4 AVC | 2 MPEG-2, 5 AVC   | 2 MPEG-2, 5 AVC   | 3 MPEG-2, 6 AVC   |

## Áreas de aplicación
Debido a las altas prestaciones que disfruta el sistema DVB-S2, puede ser una herramienta útil en las siguientes aplicaciones disponibles diseñadas para este sistema:
- Servicios de radiodifusión (BS): los servicios de radiodifusión están cubiertos hoy en día con el sistema DVB-S, pero con el añadido de la flexibilidad VCM (modulación y codificación variable) que permite diferentes niveles de protección para cada uno de los servicios (por ejemplo, SDTV mucho más resistente a errores y HDTV más débil frente a estos).
- Servicios interactivos (IS): IS está diseñado para ser utilizado con los actuales estándares DVB con canal de retorno (por ejemplo, RC-PSTN, RCS, etc.), DVB-S2 puede operar en modo CCM (codificación y modulación constante) y ACM (codificación y modulación adaptativa). ACM permite a cada estación de recepción controlar la protección de todo el tráfico que le va dirigido.
- Contribución a la TV digital y "Satelite News Gathering" (DTVC/DSNG): DTVC/DSNG se basa en el estándar DVB-DSNG, facilitando punto a punto, o punto a multipunto comunicaciones únicas o múltiples flujos de transporte MPEG utilizando cualquiera de los modos CCM o ACM.
- Otras aplicaciones profesionales (PS): entre ellas figuran por ejemplo el contenido de los datos de distribución o troncales: este modo es generalmente reservado para profesionales de punto a punto y punto a multipunto de aplicaciones que usen la CCM, VCM o ACM, técnicas descritas anteriormente.

## Características técnicas
Con el aumento de las necesidades de flexibilidad, y un deseo de diseñar un sistema que, en promedio, que produce un 30% de rendimiento sobre DVB-S, el DVB-S2 tiene las siguientes características: 

### Modos de modulación
Hay cuatro modos de modulación: QPSK, 8PSK para su difusión a través de aplicaciones no lineales de transpondedores de satélites impulsados a cerca de la saturación. 16APSK y 32APSK están más orientados a las aplicaciones profesionales que requieren semifinales lineales en los transpondedores. Estos últimos planes de transacción incrementan la eficiencia y el rendimiento. 

### Ancho de banda y factor roll-off
Para la configuración de un ancho de banda mayor, DVB-S2 añade factores de roll-off α=0,25 y α=0,20, el DVB-S tradicional tan solo disponía de roll-off α=0,35.

## Adaptive coding and modulation (ACM)
Adaptive coding and modulation (ACM) permite adaptar flexiblemente los parámetros de transmisión a las condiciones de recepción de los terminales, ej., cambiando a una velocidad de codificación inferior durante la atenuación.

## Plataformas disponibles en DVB-S2
Actualmente el proceso de adaptación del sistema DVB-S al DVB-S2 está en curso, en la actualidad ya hay muchas plataformas emitiendo (como mínimo en periodo de pruebas) a través de este estándar, como por ejemplo Canal+ o SKY.
Actuales emisores direct-to-home que utilizan DVB-S2:
| Alemania, Austria y Suiza - ARD y ZDF - HD+ - Servus TV - Sky - SRG SSR Hungría - Hello HD - T-Home - UPC Direct Irán - IRIB - Gem Group India - Airtel Digital TV - Dish TV - Tata Sky - Videocon D2H Turquía - Digiturk - D-Smart Reino Unido y República de Irlanda - Sky+ HD - BBC - ITV; Central West y Meridian South - STV (STV HD channel) - Saorsat | Otros países - Dibox en Argentina - Astro en Malasia - Bell TV en Canadá - Canal+ en España - CanalDigitaal en Países Bajos - Canal+ en Francia - Cignal Digital TV en Filipinas - Claro TV Satelital en Guatemala, Honduras, El Salvador, Nicaragua y República Dominicana - Digital+ en España - Dish Network en Estados Unidos - DStv en Sudáfrica - GVT TV en Brasil - MEO en Portugal - n en Polonia - Platform HD en Rusia - TCC Uruguay - TopTV en Sudáfrica - Viasat en Ucrania - Vivacom en Bulgaria - Satellite BG en Bulgaria - VTC en Vietnam - OTE TV en Grecia - Dialog TV en Sri Lanka |